# Чарльз Бабалола
Чарльз Бабалола (англ. Charles Babalola) — британський актор.

## Біографія
Бабалола здобув освіту в школі Святого Бонавентури в Лондоні. Він продовжив вивчати драму в Хаверінг-коледжі та Лондонській академії музики та драматичного мистецтва (LAMDA). Покинувши LAMDA, він був нагороджений премією імені Алана Бейтса за дипломованих акторів.
У 2016 році він знявся у фільмі «Легенда про Тарзана» а у 2018 році — у фільмі Хелен Едмундсон «Марія Магдалина» в ролі Андрія Первозваного, одного з 12 апостолів Ісуса.

## Фільмографія

### Фільми
| Рік  |    | Українська назва                 | Оригінальна назва                | Роль                           |
| ---- | -- | -------------------------------- | -------------------------------- | ------------------------------ |
| 2014 | кф |                                  | In the Stream                    | Кріс                           |
| 2015 | кф |                                  | State Zero                       | Купер                          |
| 2015 | ф  | Місія нездійсненна: Нація ізгоїв | Mission Impossible: Rogue Nation | співробітник ЦРУ               |
| 2016 | ф  | Легенда про Тарзана              | The Legend of Tarzan             | Кулонга                        |
| 2018 | ф  | Марія Магдалина                  | Mary Magdalene                   | Андрій Первозваний             |
| 2020 | ф  | Гретель і Гензель                | Gretel & Hansel                  | мисливець                      |
| 2024 | ф  | Бордерлендс                      | Borderlands                      | сер Хаммерлок (сцени видалені) |

### Телебачення
| Рік       |   | Українська назва | Оригінальна назва | Роль                                                 |
| --------- | - | ---------------- | ----------------- | ---------------------------------------------------- |
| 2015      | с |                  | The Coroner       | Ян Ігбі (Епізод: «Capsized»)                         |
| 2016      | с |                  | Endeavour         | Катберт Мукамба (Епізод: «Arcadia»)                  |
| 2016      | с |                  | Thirteen          | детектив Джессі Ролінз (4 епізоди)                   |
| 2016      | с | Чорне дзеркало   | Black Mirror      | Таск (Епізод: «Ворог народу»)                        |
| 2017      | с | Злочин у раю     | Death in Paradise | Кай Джонсон (Епізод: «In the Footsteps of a Killer») |
| 2017      | с |                  | Lucky Man         | Ейд (2 епізоди)                                      |
| 2017      | с | Бродчерч         | Broadchurch       | кухар Чаз (2 епізоди)                                |
| 2017—2020 | с |                  | Bancroft          | Енді Беван (6 епізодів)                              |
| 2020      | с | Мовчазний свідок | Silent Witness    | детектив Джон МакНіл (2 епізоди)                     |
| 2021—2024 | с |                  | The Outlaws       | Малакі (15 епізодів)                                 |
| 2023      | с |                  | King Shaka        | Шака                                                 |